# Ніколас Раскін
Ніколас Раскін (нід. Nicolas Raskin, нар. 23 лютого 2001, Льєж, Бельгія) — бельгійський футболіст, півзахисник шотландського клубу «Рейнджерс» та збірної Бельгії.

## Ігрова кар'єра

### Клубна
З 2008 по 2015 роки Ніколас Раскін займався футболом в академії клубу «Стандард». Після цього два роки провів у футбольній школі столичного «Андерлехта». У травні 2017 року футболіст перейшов до клубу «Гент», з яким підписав трирічний контракт. У лютому 2018 року у матчі чемпіонату Бельгії проти «Сент-Труйдена» Ніколас Раскін дебютував в першій команді «Гента» і став першим футболістом, хто народився у  ХХІ столітті, який зіграв у Лізі Жупіле.
У січні 2019 року Раскін повернувся до свого колишнього клубу «Стандард», з яким виграв національний Кубок у сезоні 2020/21.
У зимове міжсезоння 2022/23 бельгійський футболіст перейшов до складу шотландського «Рейнджерс», з яким підписав довготривалий контракт. Вже за кілька днів Раскін зіграв першу гру у чемпіонаті Шотландії.

### Збірна
У 2018 році у складі збірної Бельгії (U-17) Ніколас Раскін взяв участь у юнацькому чемпіонаті Європи, що проходив в Англії.
Влітку 2023 року Ніколас Раскін був внесений в заявку молодіжної збірної Бельгії для участі у молодіжній першості Європи в Румунії та Грузії.
14 березня 2025 року вперше викликаний до збірної Бельгії головним тренером Руді Гарсією для участі в матчах плей-оф Ліги націй УЄФА проти збірної України. 20 березня в поєдинку з Україною дебютував за збірну Бельгії, вийшовши на заміну Максіму Де Кейперу.

## Титули
Стандард
 Володар Кубка Бельгії: 2020/21
Рейнджерс
 Володар Кубка шотландської ліги: 2023/24